# Parvoviridae
La famiglia Parvoviridae comprende i più piccoli virus conosciuti, ed alcuni tra quelli più  resistenti nell'ambiente. Sono stati scoperti negli anni sessanta ed infettano i mammiferi.
Il loro patrimonio genetico è costituito da una singola molecola di DNA monocatenario lineare racchiuso in un capside icosaedrico.
Il Parvovirus B19 (o P1) è stato il primo ad essere scoperto e il meglio conosciuto, essendo la causa della cosiddetta quinta malattia o eritema infettivo.
Il Parvovirus RA-1 fu associato originariamente all'artrite reumatoide, ma oggi si ritiene un errore dovuto a contaminazione in laboratorio.

## Struttura
Il virione, assai piccolo, ha un diametro di 18-25 nanometri ed è privo di peplos.
Per quanto concerne il capside esso presenta una simmetria icosaedrica ed è costituito da un variabile numero di proteine strutturali (da 2 a 3, dipende dai generi) conosciute come VP1, VP2 e VP3.
Al suo interno la molecola di DNA contenuta è monocatenaria, lineare e di piccole dimensioni (5kb). Agli estremi 5' e 3' della stessa vi sono delle sequenze terminali palindrome (ripetute) di circa 115 nucleotidi che assumono una conformazione a forcina ripiegandosi su se stesse, essenziale per la replicazione del genoma.

## Replicazione
L'ingresso del virus nella cellula ospite avviene dopo il legame del virione con un recettore posto sulla superficie della cellula stessa. Una volta all'interno il Parvovirus può riprodurre il proprio genoma solo nel nucleo cellulare e la sua possibile replica è dipendente da fattori presenti durante la fase S del ciclo replicativo della cellula ospite. In questa sede la DNA-polimerasi cellulare sintetizza la catena complementare del Dna virale (che è monocatenaria) andando così a formare degli intermedi bicatenari di DNA, costituiti da due molecole (catene) complementari (legate per mezzo dell'estremo 3' di quella originale). L'innesco per l'enzima cellulare, la DNA-polimerasi, è fornito dalle sequenze palindrome che caratterizzano gli estremi della molecola di DNA virale.
La molecola bicatenaria è poi tagliata, da proteine virus specifiche, in modo da avere due catene complementari, una di nuova sintesi e con attaccati i palindromi, un'altra originale, senza sequenze ripetute che all'estremo 3', viene completata della sua sequenza palindroma, mancante a causa del taglio. Le due catene verranno poi separate da proteine virali, con la costituzione di due molecole che possono iniziare un nuovo ciclo oppure condotte verso l'assemblaggio della progenie virale).
Dopo la creazione della forma intermedia bicatenaria, la RNA-polimerasi della cellula ospite è in grado di trascrivere in MRNA le sequenze del genoma virale contenenti le informazioni per le proteine non-strutturali (compresa quella che opererà il taglio citato in precedenza) e strutturali (del capside). Gli mRna messaggeri così prodotti vengono trasportati nel citoplasma e tradotti (dai ribosomi cellulari) nelle varie proteine virali.
La citotossicità dei Parvovirus è dovuta proprio a queste proteine.

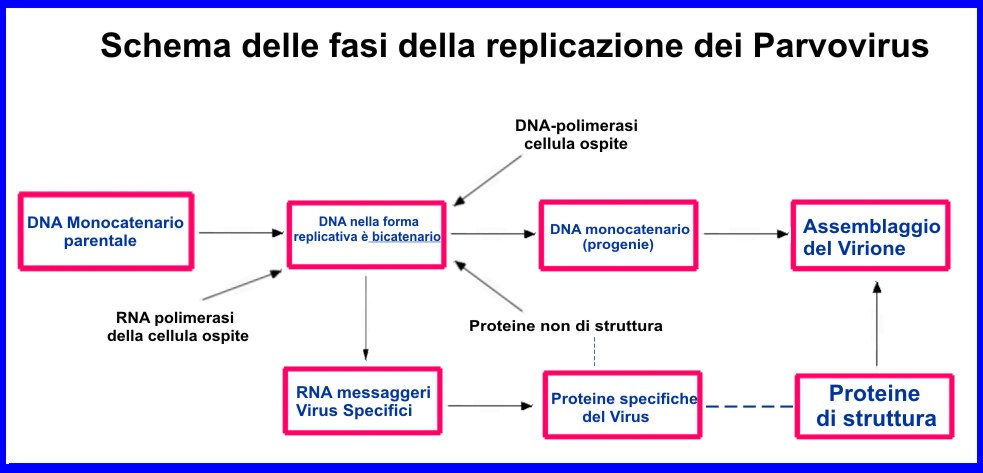
Schema della fasi replicative

## Malattie prodotte da Parvovirus
I virus di interesse medico, infettanti l'uomo, sono il Parvovirus B19 appartenente al genere Erythrovirus e i virus adeno-associati del genere Dependovirus
I Parvovirus possono infettare diversi animali e poiché il suo ciclo replicativo è legato a quello di replicazione della cellula ospite (fase S) il tipo di tessuto infettabile varia con il variare dell'età dell'animale colpito. Il tratto gastrointestinale e il sistema linfatico possono essere infettati ad ogni età, causando vomito, diarrea e immunodepressione. Ipoplasia cerebellare è stata riscontrata solo in gatti che avevano contratto il virus ancora nell'utero o nelle prime 2 settimane di vita, mentre malattie del miocardio sono state rilevate in cuccioli di cane infettati dal virus tra la 3ª e la 4ª settimana di vita.
Il parvovirus del cane, discretamente resistente nell'ambiente esterno, è altamente pericoloso per i cuccioli di cane, presentando una mortalità elevata. Provoca danni al tratto gastrointestinale e disidratazione diffondendosi tramite feci, vomito o sangue infetti.
Il parvovirus del topo non causa sintomi ma può contaminare esperimenti immunologici condotti in laboratori di ricerca.
Nei suini un particolare tipo di parvovirus può causare una malattia legata alla riproduzione (SMEDI).
La panleucopenia felina, una gastroenterite dei felini, è comune nei gatti durante le prime settimane di vita e causa febbre, leucopenia, diarrea fino alla morte. Se contratta dal gatto prima della 2ª settimana di vita provoca ipoplasia cerebellare.
Simile è il parvovirus dell'enterite del visone che tuttavia non provoca ipoplasia cerebellare.
Un altro tipo ancora di Parvovirus colpisce l'oca, tra gli 8 e i 30 giorni di vita, causando epatite e miocardite fino alla morte.
La tecnica immunoenzimatica ELISA è la più accurata per la diagnosi.
Cani e gatti possono essere vaccinati contro il Parvovirus.

## Tassonomia
La famiglia Parvoviridae comprende i seguenti generi:
- Sottofamiglia Densovirinae
  - Genere Aquambidensovirus
  - Genere Blattambidensovirus
  - Genere Hemiambidensovirus
  - Genere Iteradensivirus
  - Genere Miniambidensovirus
  - Genere Pefuambidensovirus
  - Genere Protoambidensovirus
  - Genere Scindoambidensovirus
- Sottofamiglia Hamaparvovirinae
  - Genere Brevihamaparvovirus
  - Genere Chaphamaparvovirus
  - Genere Hepanhamaparvovirus
  - Genere Ichthamaparvovirus
  - Genere Penstylhamaparvovirus
- Sottofamiglia Parvovirinae
  - Genere Erythrovirus; specie tipo: Parvovirus B19
  - Genere Dependovirus
  - Genere Amdovirus
  - Genere Bocavirus
  - Genere Artiparvovirus
  - Genere Aveparvovirus
  - Genere Copiparvovirus
  - Genere Loriparvovirus
  - Genere Protoparvovirus
  - Genere Tetraparvovirus